# Bandera de les illes Gambier
La bandera de les illes Gambier és la bandera de les illes Gambier de la Polinèsia Francesa, a l'oceà Pacífic, administrades per França. Va ser creada el 1832 i adoptada el 1837

## Descripció
La bandera està formada per tres franges horitzontals blanca, blava i blanca. A cada cantó de la bandera figura una estrella blava de cinc puntes i al centre una estrella blanca de cinc puntes. Les quatre estrelles blaves simbolitzen les quatre illes de Mangareva, Taravai, Aukena i Akamaru, i l'estrella blanca del centre representa Temoe, l'atoll aïllat de la resta del grup d'illes. El color blau representa la immensitat de l'oceà i el blanc simbolitza la puresa i l'evangelització que va tenir un paper destacat en la història de l'arxipèlag.
La bandera es va descriure originalment com a "blau cel", però el partit governant de la Polinèsia Francesa ha declarat l'atzur com a color oficial. Això és probable perquè el blau cel està associat amb el partit de l'oposició i el moviment independentista.

## Història
La bandera de les illes Gambier és la de l'antic regne de Mangareva, l'illa principal de l'arxipèlag. El 1837, el capità francès Armand Mauruc que desitjava comerciar sota el pavelló nacional de les Gambier, va proposar al rei Maputeoa adoptar oficialment una bandera. El 16 de gener de 1844 es va establir el protectorat francès, moment en què la bandera francesa passà a ser el seu símbol oficial. La bandera francesa va romandre com a únic símbol oficial de les illes Gambier fins al 4 de desembre de 1985, quan el govern va decidir que les banderes dels arxipèlags i les illes podien onejar al costat de la bandera nacional i territorial.